# Maj-Lis Skaltje
Maj Lis Skaltje (1940) és una periodista, escriptora, pintora i realitzadora sami de Suècia. És coneguda per la seva feina de documentació, estudi i difusió de la cultura sami, i en especial del yoik.
Va créixer a la siida Báste al municipi de Gällivare en una família de ramaders de rens. Quan era petita va anar a una escola de nòmades, com la majoria dels infants samis. Va llicenciar-se en sciències socials a la universitat d'Uppsala el 1966. Més tard, a partir de 1989 va estudiar art a l'Escola d'art Nordic a Kokkola i després a l'Acadèmia de Belles Arts d'Helsinki.
Des de 1966 fins al 1989 va treballar en la secció sami de la ràdio pública sueca, Radio Sápmi. També va produir uns 15 reportatges per a la televisió pública sueca SVT.
A la dècada dels noranta va començar a entrevistar la generació dels samis més grans sobre les experiències i els opinions que tenien del yoik. A partir d'aquest material va escriure el llibre Luondu juoiggaha (La natura fa que es cantin yoiks) en sami septentrional, que es va publicar el 2005, i va ser traduït al suec el 2014. A més, va produir el doble CD Davvi jienat (Veus del nord) amb joiks interpretats a la manera tradicional de diferents parts de Sápmi. Hi participaven músics de tradicions diferents, p. ex. sami del nord (Anders P. Bongo, Ingá-Máret Gaup-Juuso), skolt (Elias Moshnikoff, Domna Fofanoff), kildin (Anfissa Aguéieva), d'Ume (Jörgen Sternberg), o de Lule (Apmut Ivar Kuoljok). La relació de samis de diferents generacions amb el yoik tradicional és també el tema del documental Jojk – Juoigan que es va estrenar el 2013.
El 2003 va dirigir per a la televisió sueca el documental Goahteskuvllat (Escola de tenda), en que descriu l'escola per a infants samis a Suècia a principis del segle 20. En aquesta època, les autoritats sueques consideraven que per tal de preservar la raça sami, calia que part dels infants samis estudiessin en condicions dures que s'assemblaven a la vida nòmada, perquè no s'acostumessin a la visa moderna confortable i s'assimilessin a la societat majoritària. El 2015 va realitzar un documental sobre l'escriptor Johan Turi.
Ha obtingut molts premis per la seva feina per la cultura sami. El 2023 va obtindre el premi Áillohaš pel la investigació sobre les diferents tradicions del ioik.

## Obra
Llibres
- 2005: Luondu juoiggaha, DAT

Films (selecció)
- 2003: Goahteskuvllat
- 2005:  Johan Turi - Guovžabivddus čállin
- 2013/2014: Jojk – Juoigan